# Naturschutzgebiet Twilmecke / Kalmecke
Das Naturschutzgebiet Twilmecke / Kalmecke mit einer Größe von 10,42 ha liegt nördlich von Brabecke im Gemeindegebiet von Bestwig. Das Gebiet wurde 2008 mit dem Landschaftsplan Bestwig durch den Hochsauerlandkreis als Naturschutzgebiet (NSG) ausgewiesen. Das NSG besteht aus zwei Teilflächen.

## Gebietsbeschreibung
Beim NSG handelt es sich um zwei Waldgebiete mit den tief eingeschnittenen Quellsiepen der Bäche Twilmecke und Kalmecke mit niedrigen Felsen. Der Wald besteht meist aus Schluchtwäldern mit Bergahorn und Rotbuchen. Buchenwaldbereiche und randliche Fichtenbereiche gehören zum NSG.

## Schutzzweck
Das NSG soll das Waldgebiet mit seinem Arteninventar schützen.
Wie bei allen Naturschutzgebieten in Deutschland wurde in der Schutzausweisung darauf hingewiesen, dass das Gebiet „wegen der Seltenheit, besonderen Eigenart und Schönheit des Gebietes“ als Naturschutzgebiet ausgewiesen wurde.